# 12108 Jamesaustin
12108 Jamesaustin è un asteroide della fascia principale. Scoperto nel 1998, presenta un'orbita caratterizzata da un semiasse maggiore pari a 3,0831827 au e da un'eccentricità di 0,1672009, inclinata di 5,07810° rispetto all'eclittica.